# 蒙特龙堡
蒙特龙堡（法語：Montrond-le-Château，法語發音：[mɔ̃tʁɔ̃ lə ʃato]）是法国杜省的一个市镇，位于该省中部偏西，属于贝桑松区。

## 地理
蒙特龙堡（47°8'37"N, 6°2'46"E）面积10.9 平方千米，位于法国勃艮第-弗朗什-孔泰大區杜省，该省份为法国东部内陆省份，北起上索恩省，西接汝拉省，东部及东南部与瑞士接壤，东北部与贝尔福地区省接壤。
与蒙特龙堡接壤的市镇（或旧市镇、城区）包括：埃珀涅、丰坦、马尔布朗、皮热、塞-迈西耶尔、莱蒙龙。

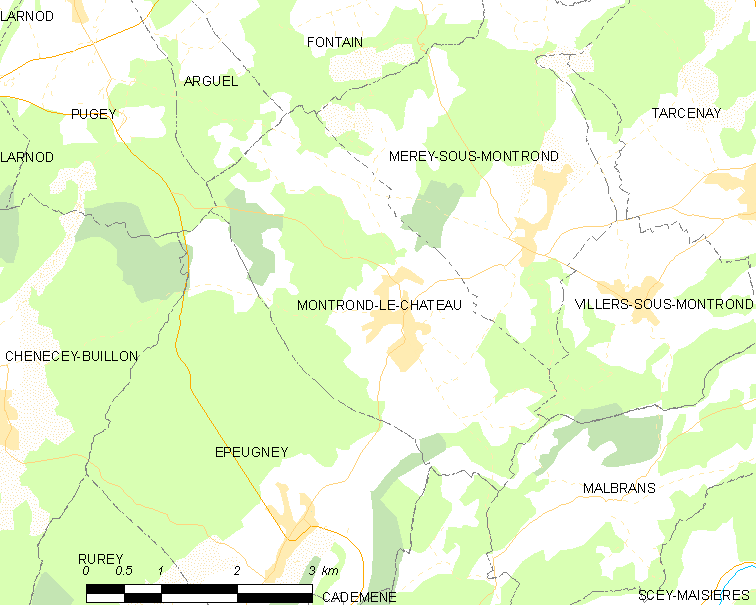
蒙特龙堡的OSM定位图

蒙特龙堡的时区为UTC+01:00、UTC+02:00（夏令时）。

## 行政
蒙特龙堡的邮政编码为25660，INSEE市镇编码为25406。

## 政治
蒙特龙堡所属的省级选区为圣维特县。

## 人口

1962-2008年间蒙特龙堡人口变化图示

蒙特龙堡于2022年1月1日时的人口数量为559人。